# تانغي ندومبيلي
تانغي ندومبيلي (بالفرنسية: Tanguy Ndombele)‏ (28 ديسمبر 1996 فرنسا - ) هو لاعب كرة قدم فرنسي، يلعب كلاعب وسط.

## روابط خارجية
- تانغي ندومبيلي على موقع الاتحاد الدولي (مؤرشف)  (الإنجليزية)
- تانغي ندومبيلي على موقع الاتحاد الأوربي (الإنجليزية)
- تانغي ندومبيلي على موقع اتحاد تركيا (لاعب) (الإنجليزية)
- تانغي ندومبيلي على موقع رابطة كرة القدم الفرنسية للمحترفين (الإنجليزية)
- تانغي ندومبيلي على موقع إي إس بي إن إف سي (الإنجليزية)
- تانغي ندومبيلي على موقع قاعدة بيانات كرة القدم.إي يو (الإنجليزية)
- تانغي ندومبيلي على موقع ليكيب (الفرنسية)
- تانغي ندومبيلي على موقع ناشيونال فوتبول تيمز (الإنجليزية)
- تانغي ندومبيلي على موقع Soccerbase.com (لاعب) (الإنجليزية)
- تانغي ندومبيلي على موقع Soccerway.com (الإنجليزية)